# Atlin Park
Atlin Park är en park i Kanada.   Den ligger i provinsen British Columbia, i den västra delen av landet, 4 100 km väster om huvudstaden Ottawa. Atlin Park ligger 813 meter över havet. Den ligger vid sjön Atlin Lake.
Terrängen runt Atlin Park är bergig västerut, men österut är den kuperad. Trakten runt Atlin Park är nära nog obefolkad, med mindre än två invånare per kvadratkilometer.. Det finns inga samhällen i närheten.